# جزیره سبز

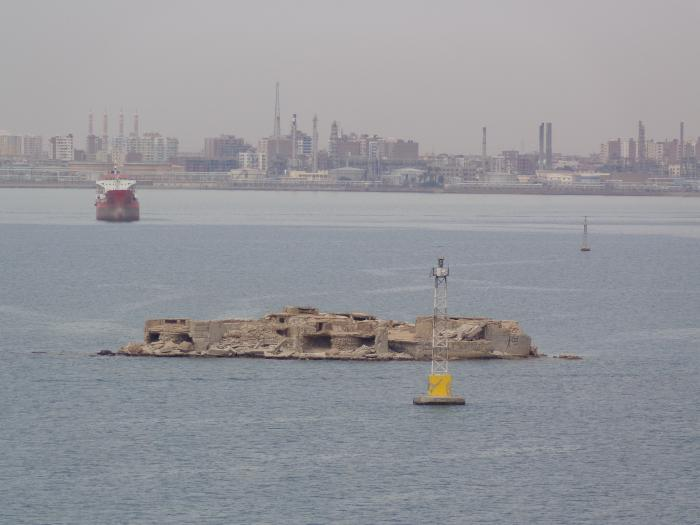
جزیره سبز

جزیره سبز (عربی: الجزيرة الخضراء) یک جزیره صخره‌ای کوچک (۱۴۵ متر طول در ۵۰ متر عرض) است که در دریای سرخ، جنوب کانال سوئز، سه کیلومتری جنوب پورابراهیم و در ۴ کیلومتری جنوب شهر سوئز و با فاصله شش کیلومتری از بندر «الادبیه» قرار دارد.

## تاریخچه
جزیره سبز توسط ارتش بریتانیا به عنوان یک سنگر دفاعی برای حمایت و حفاظت از کانال سوئز در مقابل تهاجمات هوایی و دریایی نیروهای متحدین در جنگ جهانی دوم ساخته شد. آبراه سوئز در آن زمان برای بریتانیا داری اهمیت استراتژیکی خیلی بالایی بود. این جزیره بر روی نوک چند تپه مرجانی سبز رنگ واقع شده‌است که همین سبزینگی اسم سبب نامیدن این جزیره به اسم جزیره سبز شده‌است، سنگر دفاعی که در این جزیره توسط بریتانیا ساخته شده‌است از بتن مسلح می‌باشد. ساختمان این سنگر و دیواره دفاعی عبارت است از دو طبقه بالایی و یک طبقه پایینی با یک حیاط خیلی بزرگ. در یک طرف این جزیره یک پل ساخته شده از سیمان مسلح بر روی آب می‌باشد که مسیر رسیدن به یک برج دایره‌ای با ارتفاع ۵ متر برای حمایت و حفاظت از رادار هشدار سریع بوده‌است، در این برج دو توپ سنگین ضدهوایی نیز قرار داشته‌است. دیواره دفاعی ساخته شده با بتن مسلح توسط مجموعه‌ای از سیم‌های خاردار که در لبه آب برای ایجاد مانع در یک حمله محتمل از دریا کشیده شده‌اند تقویت شده‌است. علاوه براین در بالای پشت بام این ساختمان دفاعی مسلسل‌های سنگین گذاشته شده بود. در بالای پشت‌بام بیش از ۱۲ سنگر مستحکم با مسلسل قرار داشته‌است. سلسله‌ای از سنگرهای بتونی روی دیواره دریایی با ارتفاع دو متر و نیمی محاط شده با سه لایه سیم خاردار بنا شده بود. در این جزیره نیروهای زیر متمرکز و مستقر بوده‌اند ۷۰ سرباز پیاده (نیروی پیاده) و ۱۲ تن از نیروهای ویژه الصاعقة المصریه و ۱۴ مسلسل ۱۴٬۵ الی ۲۵ میلیمتری و دو توپ ضدهوایی ۳۷ میلیمتری و ۴ توپ ضدهوایی ۸۵ میلیمتری قرار داشته‌است.

## تهاجم به جزیره
در سال ۱۹۶۹ در خلال جنگ «جنگ فرسایش‌زا» بین اسرائیل و مصر در شب نوزدهم ماه ژوئیه، نیروهای ویژه اسرائیل در یک عملیات به نام بولموس۶ اقدام به انجام یک عملیات و حمله برای از بین بردن رادار هشدار سریع و رفع تهدید این جزیره بر روی نیروهای اسراییلی در ساحل کانال سوئز نمود، در این حمله اسرائیل توانست قسمت زیادی از تأسیسات مصری را در جزیره از بین ببرد و از کار بیندازد، در این حمله نیروهای اسرائیلی سه کشته در واحد سایرت متکل و سه کشته در نیروهای ویژه خود از واحد شایتت ۱۳ نیروی دریایی داشتند، اما در طرف مصری آمار تلفات متفاوت اعلام شد، آمارها بیانگر تلفاتی بین ۱۳ تا ۸۰ کشته بود.